# Accord de Saint-Sébastien

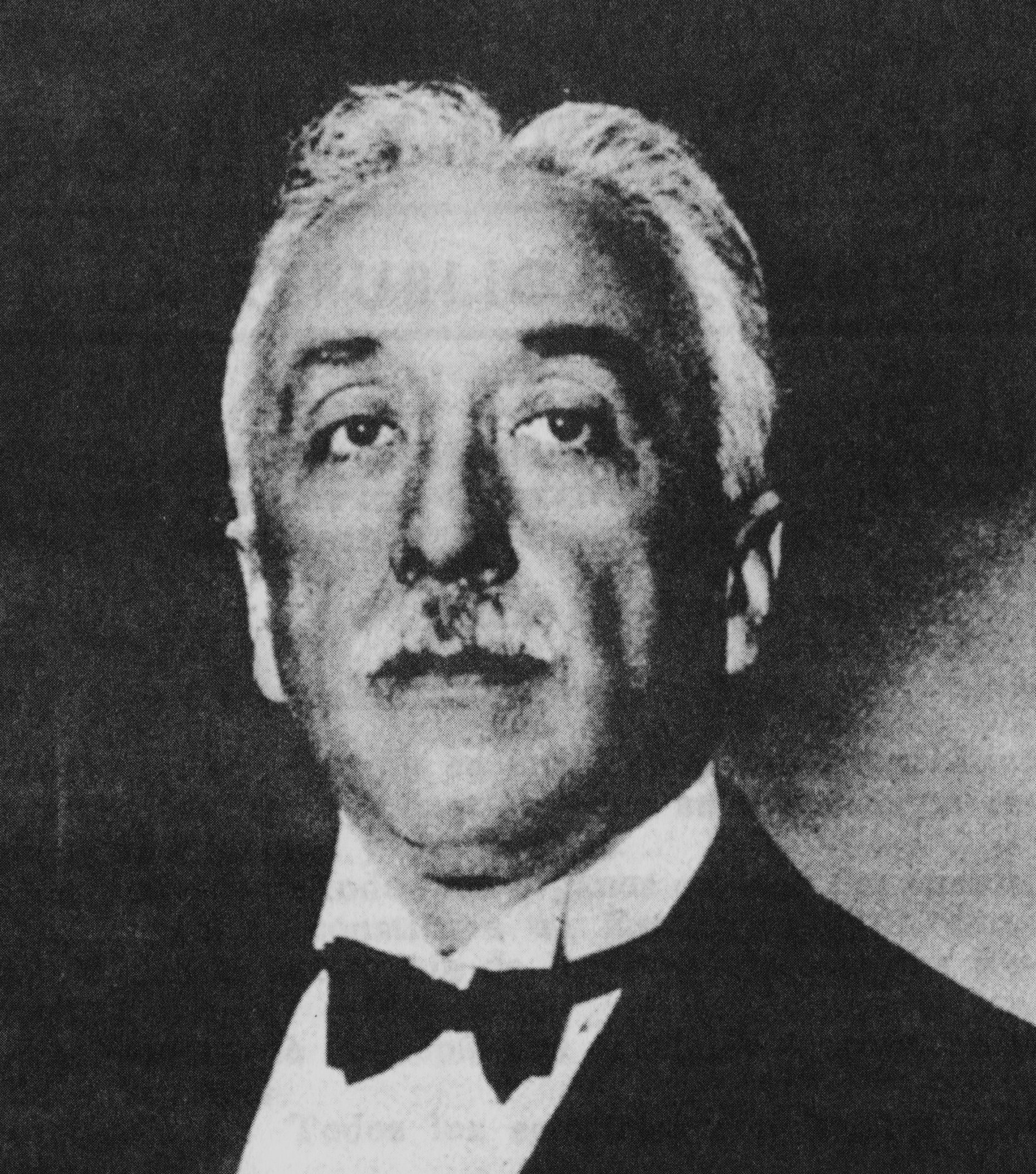
Niceto Alcalá Zamora, homme politique espagnol et président de la Seconde République entre 1931 et 1936.

L'Accord de Saint-Sébastien (en espagnol, Pacto de San Sebastián) est la réunion promue par Niceto Alcalá-Zamora et Miguel Maura, tenue à Saint-Sébastien le 17 août 1930 avec la participation de représentants de presque tous les courants républicains :
- pour l’Union républicaine : Fernando Sasiaín, qui présidait ;
- pour le Parti républicain radical : Alejandro Lerroux ;
- pour Action républicaine : Manuel Azaña ;
- pour le Parti radical-socialiste : Marcelino Domingo, Álvaro de Albornoz et Ángel Galarza ;
- par la Droite libérale républicaine : Niceto Alcalá Zamora et Miguel Maura ;
- pour Action catalane : Manuel Carrasco i Formiguera ;
- pour Action républicaine de Catalogne : Macià Mallol i Bosch ;
- pour Estat Català : Jaume Ayguadé ;
- pour l’Organisation républicaine galicienne autonome : Santiago Casares Quiroga ;
- à titre particulier : Indalecio Prieto (PSOE), Fernando de los Ríos (PSOE), Felipe Sánchez-Román et Eduardo Ortega y Gasset, frère du philosophe José Ortega y Gasset ;
- le savant Gregorio Marañón n’était pas présent, mais avait envoyé une lettre d’adhésion.

Au cours de cette réunion, fut constitué un « comité révolutionnaire », présidé par Alcalá Zamora (chef du premier gouvernement provisoire de la Seconde République espagnole).
Ce comité se mit en contact permanent avec un groupe de militaires avec lesquels était envisagé un pronunciamiento pour proclamer la république. Le pronunciamento était prévu pour le 15 décembre 1930, mais le capitaine Fermín Galán ayant précipité les choses en agissant dès le 12 décembre, le pronunciamiento fut un échec qui se termina avec l’exécution de Galán et du capitaine Ángel García, connus de ce fait comme les martyrs du soulèvement de Jaca.

## Sources
- (es) Cet article est partiellement ou en totalité issu de l’article de Wikipédia en espagnol intitulé « Pacto de San Sebastián » (voir la liste des auteurs).